# سیارک ۲۲۸۱۱۰
سیارک ۲۲۸۱۱۰ (به انگلیسی: 228110 Eudorus، نامگذاری:2008TC9)۲۲۸۱۱۰مین سیارک کشف شده‌است که در ۰۷ اکتبر ۲۰۰۸ کشف شد.